# Lijst van voetbalinterlands Centraal-Afrikaanse Republiek - Gabon
Deze lijst van voetbalinterlands is een overzicht van alle officiële voetbalwedstrijden tussen de nationale teams van de Centraal-Afrikaanse Republiek en Gabon. De Afrikaanse landen speelden tot op heden veertien keer tegen elkaar. De eerste ontmoeting was een wedstrijd op 14 juli 1976 tijdens de Centraal-Afrikaanse Spelen 1976 in Libreville. Het laatste duel, een kwalificatiewedstrijd voor de Afrika Cup 2025, vond plaats in Johannesburg (Zuid-Afrika) op 18 november 2024.

## Wedstrijden
| №  | Plaats       | Datum             | Competitie                      | Wedstrijd                             | Uitslag |
| -- | ------------ | ----------------- | ------------------------------- | ------------------------------------- | ------- |
| 1  | Libreville   | 14 juli 1976      | Centraal-Afrikaanse Spelen 1976 | Gabon – Centraal-Afrikaanse Republiek | 3 – 1   |
| 2  | Brazzaville  | 19 december 1984  | Vriendschappelijk               | Gabon − Centraal-Afrikaanse Republiek | 2 − 2   |
| 3  | Libreville   | 11 december 1985  | Vriendschappelijk               | Gabon − Centraal-Afrikaanse Republiek | 4 − 0   |
| 4  | Malabo       | 14 december 1986  | Vriendschappelijk               | Gabon − Centraal-Afrikaanse Republiek | 1 − 0   |
| 5  | Ndjamena     | 9 december 1987   | Vriendschappelijk               | Centraal-Afrikaanse Republiek − Gabon | 1 − 1   |
| 6  | Douala       | 6 december 1988   | Vriendschappelijk               | Centraal-Afrikaanse Republiek − Gabon | 0 − 0   |
| 7  | Bangui       | 6 december 1989   | Vriendschappelijk               | Centraal-Afrikaanse Republiek − Gabon | 2 − 0   |
| 8  | Brazzaville  | 11 december 1990  | Vriendschappelijk               | Gabon − Centraal-Afrikaanse Republiek | 1 − 0   |
| 9  | Libreville   | 10 november 1999  | Vriendschappelijk               | Gabon − Centraal-Afrikaanse Republiek | 1 − 0   |
| 10 | Brazzaville  | 11 december 2003  | Vriendschappelijk               | Centraal-Afrikaanse Republiek − Gabon | 2 − 0   |
| 11 | Libreville   | 3 februari 2005   | Vriendschappelijk               | Gabon − Centraal-Afrikaanse Republiek | 4 − 0   |
| 12 | Malabo       | 8 maart 2006      | Vriendschappelijk               | Centraal-Afrikaanse Republiek − Gabon | 2 − 2   |
| 13 | Franceville  | 10 september 2024 | Afrika Cup 2025 kwalificatie    | Gabon − Centraal-Afrikaanse Republiek | 2 − 0   |
| 14 | Johannesburg | 18 november 2024  | Afrika Cup 2025 kwalificatie    | Centraal-Afrikaanse Republiek − Gabon | 0 − 1   |

## Samenvatting
| Competitie                 | Totaal gespeeld | Winst Centr.-Afrik. Rep. | Gelijk | Winst Gabon | Doelsaldo Centr.-Afrik. Rep. – Gabon |
| -------------------------- | --------------- | ------------------------ | ------ | ----------- | ------------------------------------ |
| Afrika Cup-kwalificatie    | 2               | 0                        | 0      | 2           | 0 − 3                                |
| Centraal-Afrikaanse Spelen | 1               | 0                        | 0      | 1           | 1 − 3                                |
| Vriendschappelijk          | 11              | 2                        | 4      | 5           | 9 − 16                               |
| Totaal                     | 14              | 2                        | 4      | 8           | 10 − 22                              |

Wedstrijden bepaald door strafschoppen worden, in lijn met de FIFA, als een gelijkspel gerekend.